# Histoire du Tadjikistan

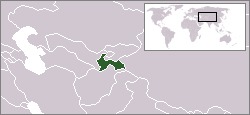
Position en Asie

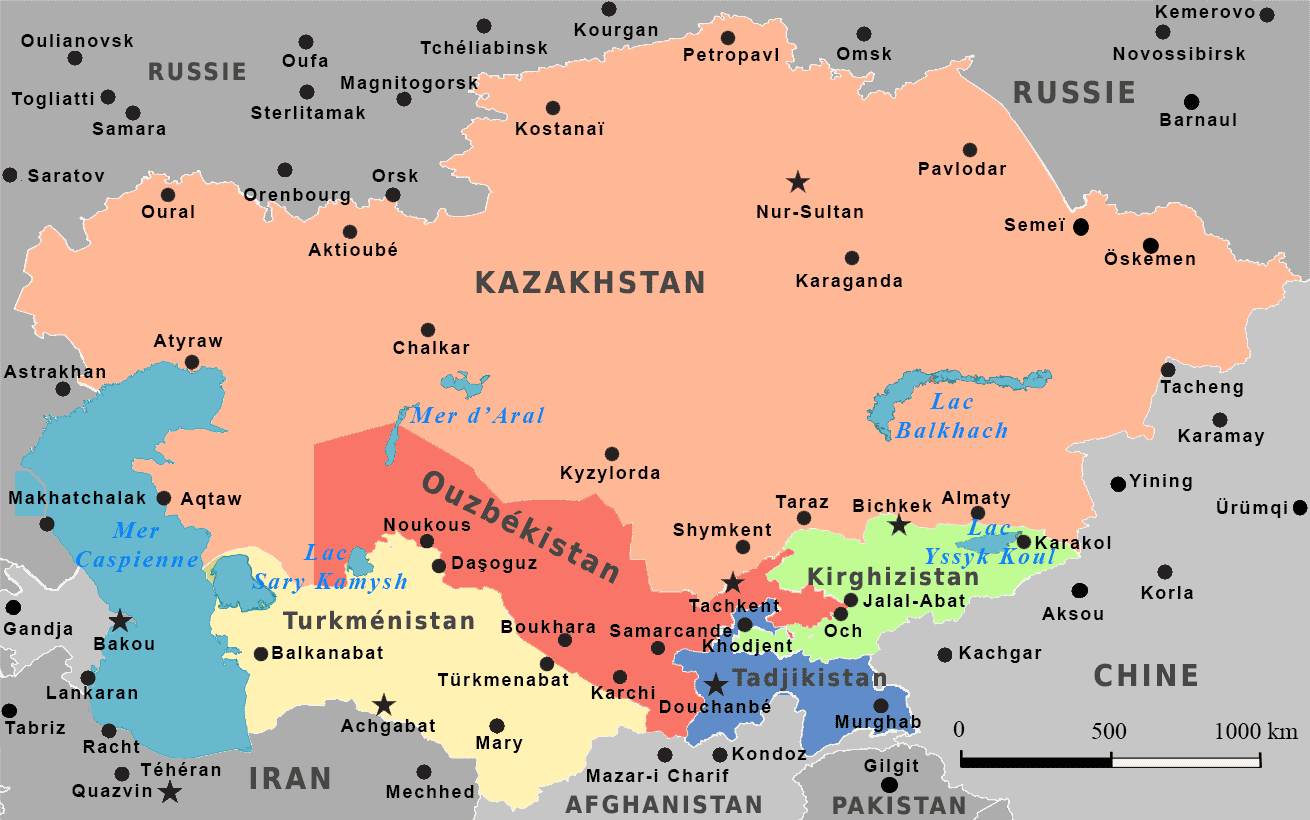
Asie centrale politique (2020)

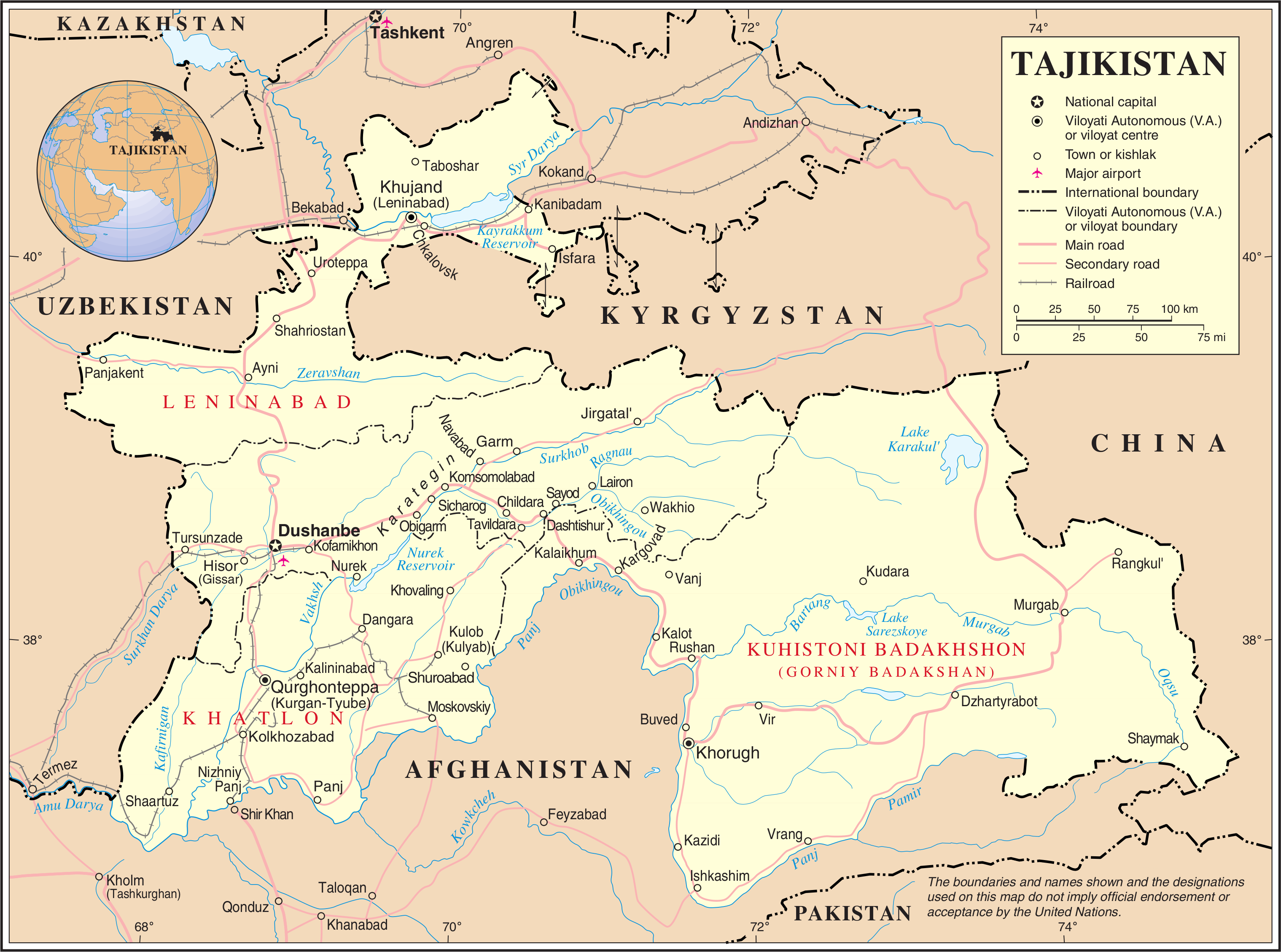
Carte du Tadjikistan (2020)

L'histoire du Tadjikistan est à la fois l'histoire d'un territoire, qui fut intégré à de multiples constructions politiques, de l'Empire perse à l'Union soviétique, et celle du peuple tadjik, les habitants de culture persane de l'Asie centrale.
En 2024, ce pays sans littoral, sur un territoire de 143 100 km2, est riche d'une population d'environ 10 millions de Tadjikes et Tadjiks, parlant très majoritairement le tadjik. La démographie du Tadjikistan demeure en augmentation constante : 827 167 en 1926, 1 485 091 en 1939, 1 979 897 en 1959, 2 899 602 en 1970, 3 806 220 en 1979, 5 092 603 en 1989, 6 127 500 nben 2000, 7 564 502 en 2010, 10 077 600 en 2023.

## Antiquité

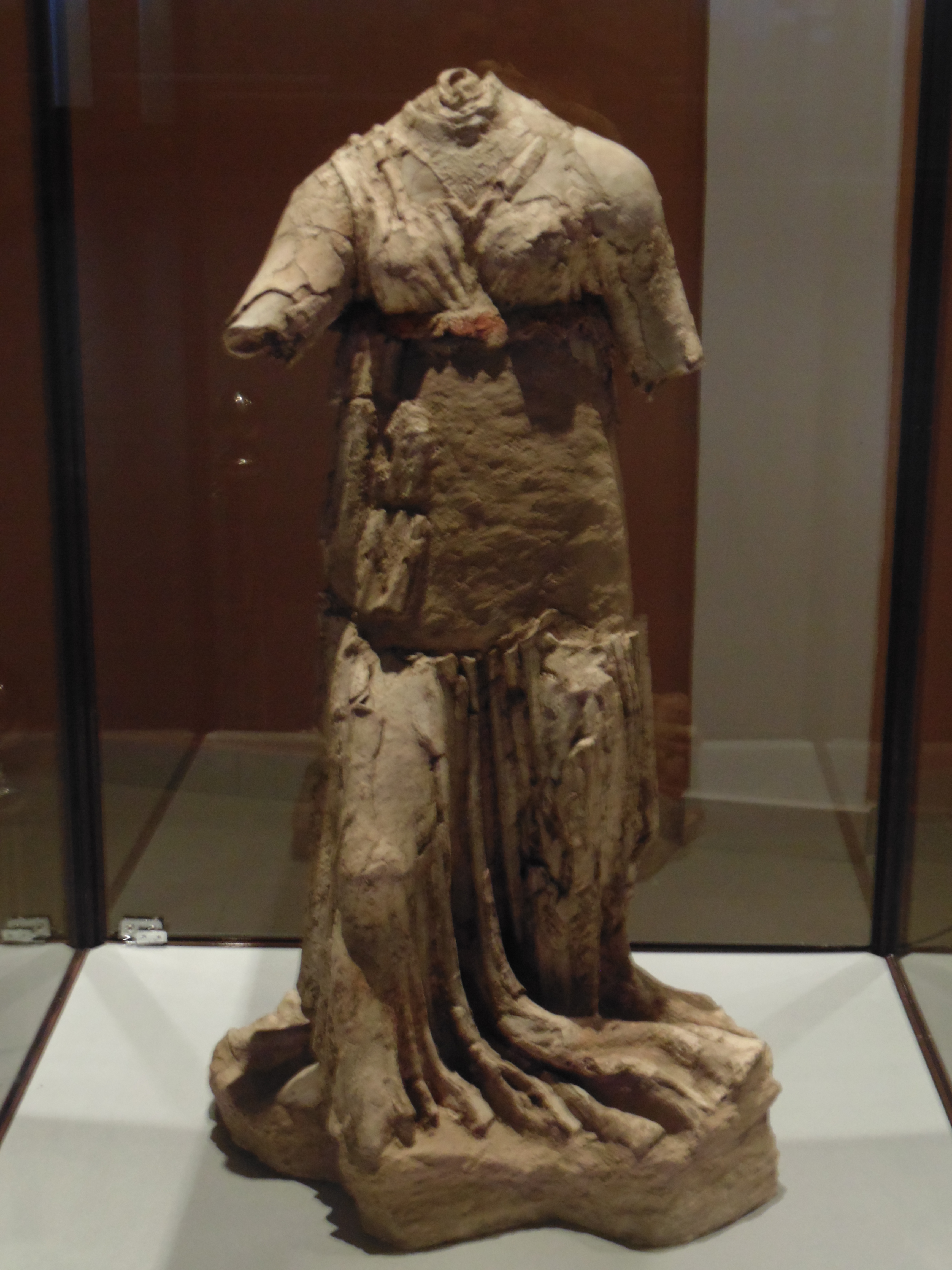
Statuette de la période préislamique (Empire Kouchan).

Dans l'Antiquité, le territoire de l'actuel Tadjikistan est sous le contrôle des principaux empires qui se succédèrent entre le Moyen-Orient, l'Asie centrale et l'Inde, tels la Perse achéménide, l'Empire d'Alexandre le Grand, ses successeurs séleucides, puis le royaume gréco-bactrien. Comme dans toute l'Asie centrale, les influences culturelles et religieuses furent multiples, entre le zoroastrisme persan, les cultes hellénistiques, ou le bouddhisme venu d'Inde ou de Chine. Au Ier siècle de notre ère, il fut absorbé dans l'Empire kouchan, au Ve siècle, il était sous la domination des Hephtalites, ou Shvetahûna. Ces nomades furent eux-mêmes remplacés par des groupes turcs, avant que les invasions arabes, au VIIIe siècle, n'entraînent la conversion de la majeure partie de la population à l'Islam.

## Les Samanides
En 819, le calife abbasside Al-Ma'mūn nomme Tâhir ibn Al-Husayn, un général perse, au poste de gouverneur du Khorasan. Profitant de la faiblesse du califat, Tâhir déclare le Khorasan indépendant en 821. L'émirat tahiride s'étend territorialement vers l'Est et conquiert des terres à l'ouest du Tadjikistan actuel. L'émirat disparait en 873, battu militairement par l'émirat saffaride, lui aussi dirigé par des Perses.
L'Empire des Samanides, fondé par Ismoïl Somoni, d'où son nom, a pour capitale la ville de Boukhara, dans l'actuel Ouzbékistan, et s'étend du Khorassan, en Iran, aux limites orientales du Tadjikistan et de l'Afghanistan. Les Tadjiks considèrent cet empire comme leur première structure étatique, d'où ils tirent le nom de leur monnaie, le somoni. La culture tadjike, ou persane d'Asie centrale, se développe dans les florissantes cités de Boukhara et Samarcande : en témoignent les poètes Roudaki et Ferdowsi ou le philosophe et savant Avicenne.
L'État samanide tombe en 999 face aux assauts des tribus turques d'Asie centrale, notamment les Qarakhanides. Les siècles suivants, la région subit les conquêtes de Gengis Khan et Tamerlan, puis se stabilise sous la domination du khanat de Boukhara, gouverné par des dynasties turco-ouzbèkes. Les montagnes tadjiks, notamment le massif du Pamir, sont fréquemment traversées par les caravanes de la Route de la soie, dont l'expédition de Marco Polo au XIIIe siècle. La langue et la culture persanes continuent de dominer les cités d'Asie centrale malgré la domination politique turque, contribuant à préserver l'identité ethnique tadjike, comme on appelait désormais les Persans de cette région.

## Colonisation russe
La deuxième moitié du XIXe siècle voit le Tadjikistan, avec le reste de l'Asie Centrale, entrer dans le cadre du Grand Jeu, la rivalité coloniale entre les Empires russe et britannique. Dès 1868, les troupes russes occupent Khodjent, la principale ville du nord, porte de la fertile vallée de Ferghana. La chute des khanats de Kokand et Boukhara entre 1873 et 1876 entraîne la colonisation d'un vaste territoire, placé sous protectorat. La conquête est parachevée en 1895 par l'annexion des principautés du Pamir. La vallée du Pandj, à la limite du Tadjikistan et de l'Afghanistan, marque dès lors la limite sud de l'influence russe.
Les révolutions russes de 1917 entraînent en Asie centrale comme dans le reste de l'ancien Empire russe une féroce guerre civile. La résistance aux bolcheviks est surtout le fait des populations turcophones, derrière le dernier émir de Boukhara, libéré du protectorat tsariste, puis au sein de la révolte Basmatchi, qui persiste tout au long des années 1920 malgré une violente répression soviétique.

## Tadjikistan soviétique
La république du Tadjikistan est créée en 1924 avec le statut de république socialiste soviétique autonome incluse dans l'Ouzbékistan, elle devient république socialiste soviétique à part entière en 1929. Sa création s'inscrit dans le découpage de l'Asie centrale par Staline en républiques ethniques aux frontières tortueuses, alors même que les différentes nationalités, notamment Ouzbeks et Tadjiks, vivaient côte à côte depuis des siècles dans les villes ou la vallée de Ferghana. Les grandes villes de Samarkand et Boukhara, qui étaient peuplées majoritairement de Tadjiks, sont ainsi données à l'Ouzbékistan, et nombre de leurs habitants persanophones sont contraints de souscrire à leur nouvelle "identité" ouzbèke ou d'émigrer dans la nouvelle république tadjike.
Comme les autres républiques d'Asie centrale, le Tajikistan soviétique est gouverné par l'appareil local du Parti communiste, à la tête duquel s'alternent Tadjiks et Russes. L'immigration russe vers la République est conséquente : entre 1926 et 1959, la proportion de Russes dans la population de la république passe de moins de 1 % à 13 %. Le Tadjikistan demeure la république la plus pauvre de l'Union, celle où le taux d'épargne et la proportion d'étudiants au sein d'une classe d'âge sont les plus faibles, témoignant d'un retard de développement nié par les autorités soviétiques.

## Tadjikistan indépendant
La Perestroïka, engagée en URSS à partir de 1985, n'entraîne de bouleversements majeurs au Tadjikistan qu'à partir de 1990. À la suite d'émeutes à Douchanbé, la république proclame sa souveraineté le 24 août 1990. Le 9 septembre 1991, le président du Parlement, Qadriddin Aslonov (en) (1947-1992), qui avait interdit les activités du Parti communiste, fait proclamer l'indépendance, mais est renversé dès le 23 septembre par le conservateur Rakhmon Nabiyev, ancien secrétaire général du Parti. Les troubles qui s'ensuivent s'intensifient après l'élection de Nabiyev à la présidence le 24 novembre, jusqu'au développement d'une guerre civile généralisée entre partisans du gouvernement post-communiste, soutenus par Moscou, et une opposition variée, allant de démocrates libéraux à des groupes islamistes, en passant par une série de groupes ethniques et régionaux. Les troupes russes, notamment les gardes-frontières, restent présents et participent aux affrontements, tandis que les civils russes fuient en masse la guerre et la misère grandissante.
Dès septembre 1992, Nabiyev, fait prisonnier par l'opposition, est contraint de se retirer du jeu politique, et le Président du Parlement, Emomali Rahmon, le remplace à la tête du pays et de la faction gouvernementale. Rahmon lui apporte le soutien des milices de sa région natale de Kulob, dans le sud. La guerre se prolonge jusqu'en 1997, sans qu'aucun camp ne parvienne à l'emporter, et fait près de 50 000 morts. La paix finalement conclue sous l'égide des Nations unies et de la Russie consacre le pouvoir de Rahmon, qui est réélu président en 1999, puis en 2006, avec 99 %, puis 79 % des suffrages.
La persistance de la guerre en Afghanistan pèse sur l'histoire récente du Tadjikistan. Ahmed Chah Massoud, l'un des chefs de la lutte contre les talibans, assassiné en 2001, appartenait à l'ethnie tadjike, qui constitue plus de 30 % de la population afghane. Lors de la Guerre d'Afghanistan (2001-2021), le gouvernement tadjike autorisa l'emploi de bases aériennes sur son sol aux forces de l'OTAN. Le pays reste d'autre part exposé à la violence de groupes islamistes et au trafic de drogue depuis l'Afghanistan : sa pauvreté l'oblige dans ces domaines à collaborer avec la communauté internationale, l'assistance russe ne suffisant désormais plus.
En octobre 2020, le président Emomali Rahmon est réélu pour un nouveau mandat de sept ans avec 90 % des suffrages, à l'issue d'une élection étroitement contrôlée et largement cérémoniale.